# Canal de l'Est
Ne doit pas être confondu avec Canal des Salines de l'Est.
Le canal de l'Est est un canal français qui relie la Meuse et la Moselle à la Saône. Il commence à Givet, en Champagne-Ardenne, se confond sur 20 kilomètres avec le canal de la Marne au Rhin lors de la traversée de la Lorraine, et se termine à Corre en Franche-Comté. Construit entre 1874 et 1882, sa longueur totale est de 439 kilomètres.

## Tracé
Le canal suit le cours de la Meuse jusqu'à Pagny-sur-Meuse, rejoint – par la trouée de Toul – la Moselle qu'il remonte jusqu'à Neuves-Maisons. À Messein, il est lié par le canal de jonction de Nancy au canal de la Marne au Rhin, puis il longe la Moselle jusqu'à Golbey (il change de nom en traversant les Vosges et s'appelle canal des Vosges). S'ensuit un tracé sinueux, parsemé de nombreuses écluses pour traverser les monts Faucilles, qui permet de rejoindre la vallée du Côney, un affluent de la Saône que le canal longe sur une cinquantaine de kilomètres jusqu'à la confluence à Corre.
Si la partie nord est relativement aisée, permettant de relier le réseau des canaux belges et allemands via la Moselle canalisée, la partie sud est délaissée, trop lente, mais fait l'objet d'études en vue d'une modernisation.

La branche Nord (CeBN), mesurée de Givet à Troussey, où elle rejoint le canal de la Marne au Rhin, est de 272 kilomètres ; on l'appelle aussi canal de la Meuse. La branche Sud (CeBS), à partir de Neuves-Maisons, est aussi dénommée canal des Vosges et accuse 125 kilomètres dont 74 kilomètres sont sur le territoire des Vosges. Les nouvelles dénominations datent de mars 2003.

## Histoire

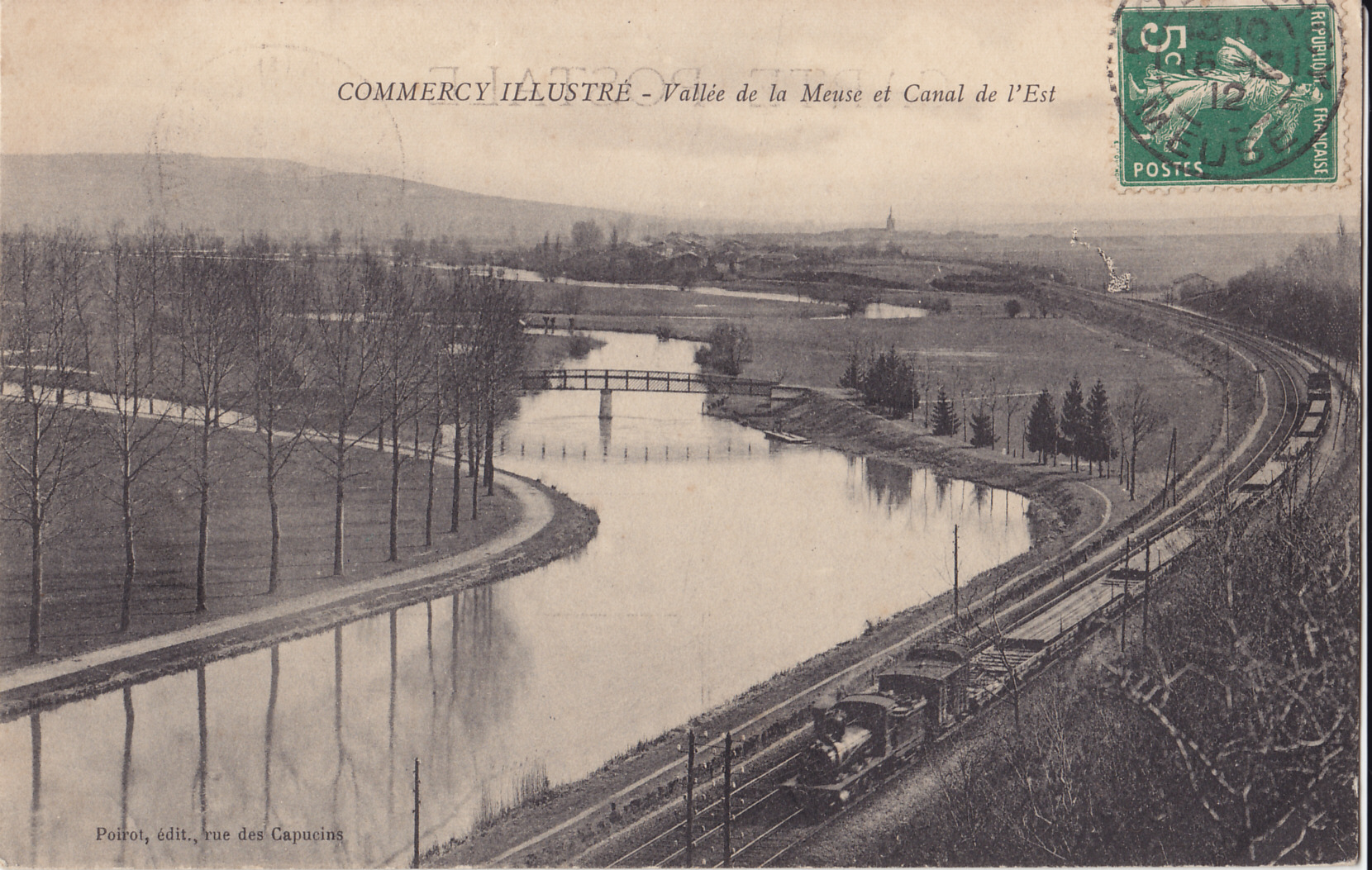
La Meuse à Commercy vers 1912, longée d'un côté par la ligne de Paris-Est à Strasbourg-Ville et de l'autre par le Canal de l'Est.

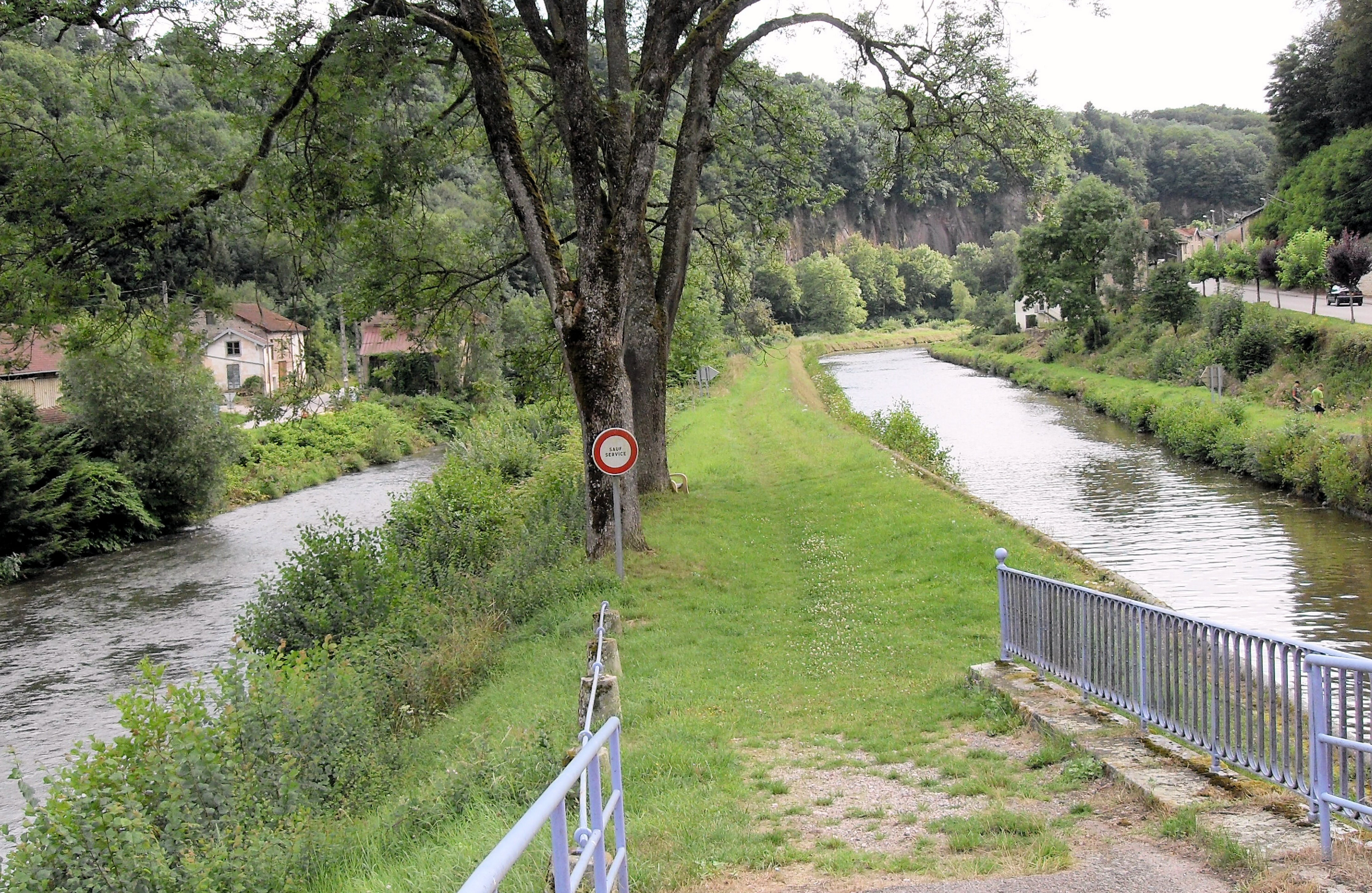
Le Côney (à gauche) et le canal des Vosges (à droite) en aval de Fontenoy-le-Château.

Le projet de relier la Saône à la Moselle avait déjà été conçu par le Romain Lucius Vetus sous le règne de Néron, selon un tracé similaire.

« Le préteur Lucius Antistitius Vetus, campé sur les frontières de la Germanie, sous le règne de Néron, proposa le creusement d'un canal de la Saône à la Moselle. Le Côney en était l'intermédiaire »

 écrit l'Abbé Chatelet en 1864 dans Histoire de la seigneurie de Jonvelle.
François de Neufchâteau le chante ainsi dans son poème Les Vosges

« Ces eaux durent jadis, par leur double penchant, lier les mers du Nord à celles du couchant. Ainsi donc l'Océan, la méditerranée devaient s'unir au pied de la Vôge étonnée... »

L'idée est reprise par la reine Brunehaut (547-613), puis en l'an IV (1795) par un certain Lecreulx. Enfin en 1828 par un ingénieur des Ponts et Chaussées, Louis Joseph Cordier.

« En 1828, M. Cordier, dont le nom est glorieusement connu dans l'administration des Ponts et Chaussées, reprit, dans l'intérêt d'une compagnie, l'étude des plans de M. Lecreulx. Le mémoire qu'il a publié démontre la possibilité de la jonction de la Moselle à la Saône, et en porte la dépense à 26 millions, y compris le perfectionnement de la navigation de la Saône depuis Châlons. Sur cette somme, M. Cordier affecte douze millions au trajet d'Épinal à Fontenoy ; dans ce trajet, il propose une galerie souterraine et une tranchée à ciel ouvert pour couper la partie la plus élevée du col. Il emploie les eaux de la Moselle pour alimenter le bief de partage. »

La défaite française à la guerre de 1870 et l'annexion de l'Alsace et d'une partie de la Lorraine rendaient indispensable le désenclavement des Vosges pour le transport fluvial. Le canal de l'Est permettait la navigation vers le sud et vers l'ouest via la Saône. Les travaux de 1875 à 1882 furent rapides. Pour le fonctionnement des écluses, un barrage-poids fut édifié sur l'Avière sur le territoire de la commune de Chaumousey, le barrage du lac de Bouzey.
Sur un projet de Freycinet et pour parfaire le désenclavement, on voulut creuser un canal de la Haute-Saône pour Montbéliard, Ronchamp et Vesoul jusqu'à la Saône canalisée. Ce projet est abandonné en 1919 après la signature du traité de Versailles.

## Lieux desservis
Le canal de l'Est parcourt cinq départements et de nombreuses communes.

### Ardennes
Givet, Chooz, Ham-sur-Meuse, Aubrives, Vireux-Wallerand, Montigny-sur-Meuse, Haybes, Fumay, Revin, Monthermé, Bogny-sur-Meuse, Nouzonville, Charleville-Mézières, Nouvion-sur-Meuse, Donchery, Sedan, Remilly-Aillicourt et Mouzon.

### Meuse

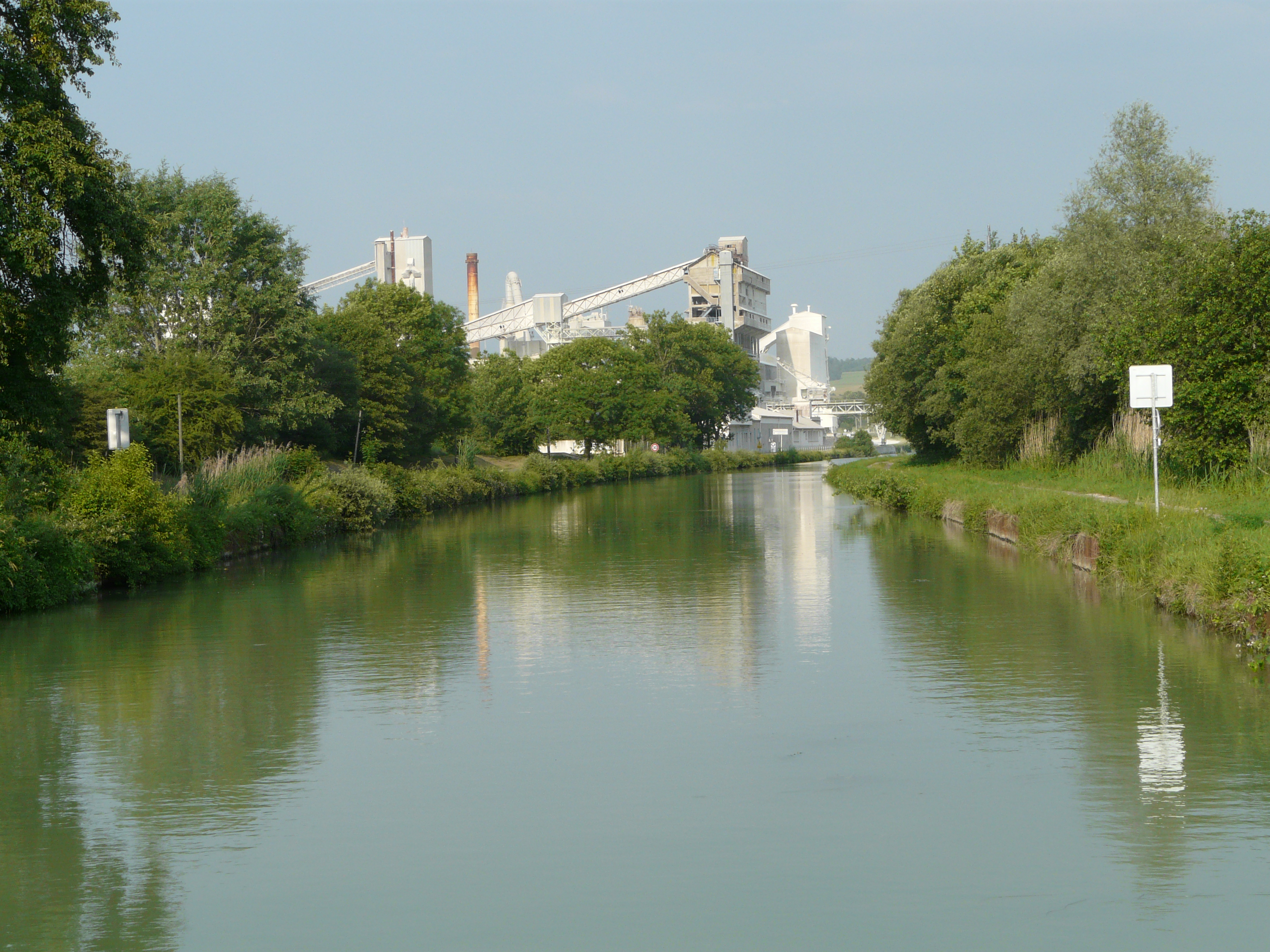
Le canal près de sa jonction avec le canal de la Marne au Rhin (Sorcy-Saint-Martin).

Pouilly-sur-Meuse, Inor, Martincourt-sur-Meuse, Stenay, Mouzay, Sassey-sur-Meuse, Dun-sur-Meuse, Liny-devant-Dun, Vilosnes-Haraumont, Sivry-sur-Meuse, Consenvoye, Brabant-sur-Meuse, Samogneux, Champneuville, Vacherauville, Bras-sur-Meuse, Belleville-sur-Meuse, Verdun, Haudainville, Dieue-sur-Meuse, Génicourt-sur-Meuse, Ambly-sur-Meuse, Troyon, Lacroix-sur-Meuse, Rouvrois-sur-Meuse, Saint-Mihiel, Bislée, Kœur-la-Petite, Sampigny, Vadonville, Lérouville, Commercy, Vertuzey et Troussey.

### Meurthe-et-Moselle
Toul, Chaudeney-sur-Moselle, Maron, Sexey-aux-Forges, Neuves-Maisons, Pont-Saint-Vincent, Méréville, Messein, Richardménil, Flavigny-sur-Moselle, Crévéchamps, Neuviller-sur-Moselle, Roville-devant-Bayon, Bainville-aux-Miroirs et Gripport.

### Vosges

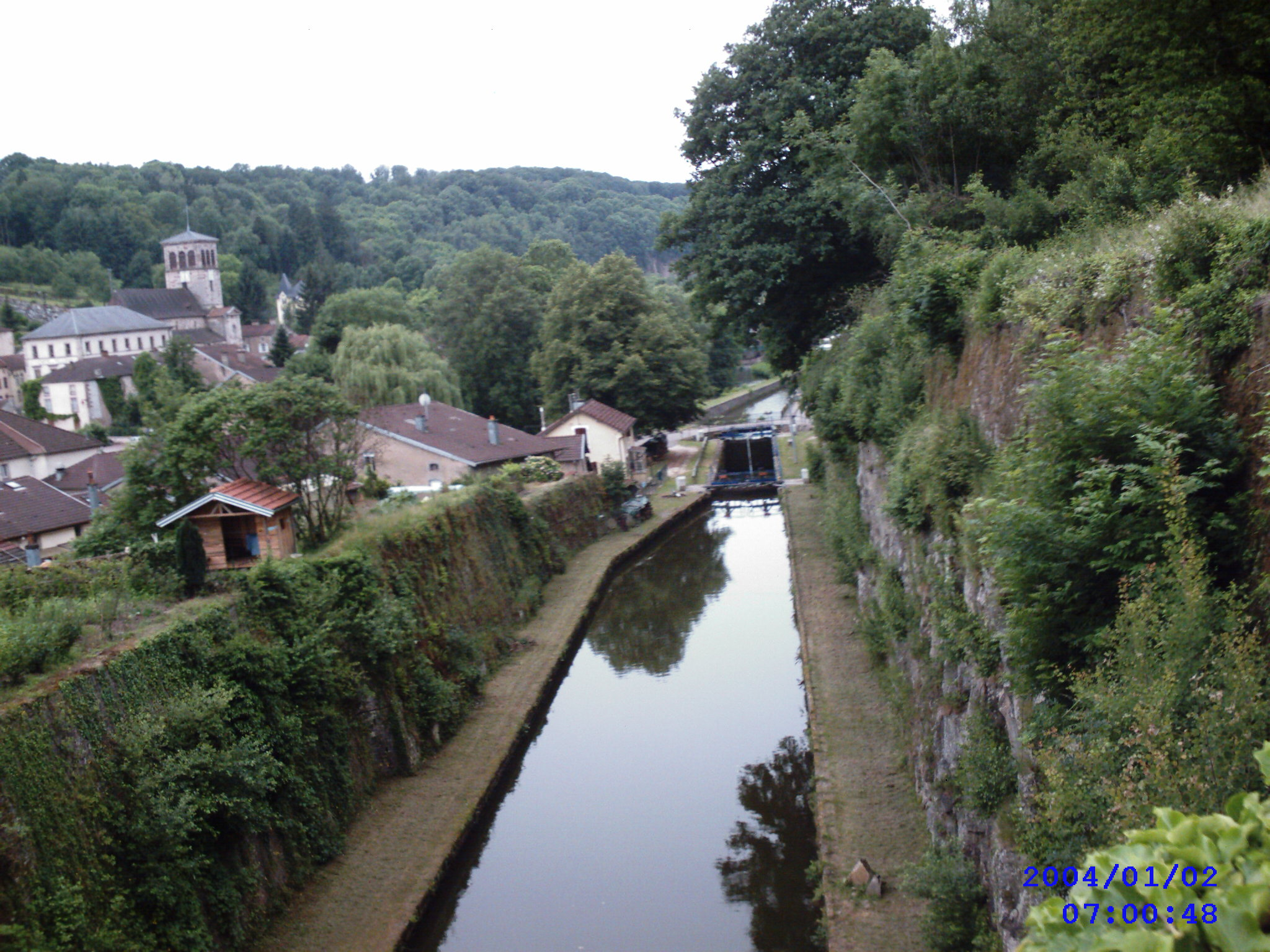
La tranchée du canal à Fontenoy-le-Château.

Charmes, Vincey, Châtel-sur-Moselle, Nomexy, Igney, Thaon-les-Vosges, Golbey, Épinal, Uxegney, Les Forges, Sanchey, Chaumousey, Girancourt, Thiélouze, Méloménil, Les Forges-d'Uzemain, Harsault-La Forge de Thunimont, Hautmougey, Fontenoy-le-Château, Montmotier et Le Magny.
Le 30 décembre 2002 à Fontenoy-le-Château, le bilan de la crue du Côney est très lourd. Les portes de garde du canal, qui datent de 1880, année de construction, ont été arrachées. Jamais aucune autre crue n'avait réussi un tel tour de force. Elles durent être remplacées.

### Haute-Saône
Ambiévillers, Pont-du-Bois, Selles, La Basse-Vaivre, Demangevelle, Vougécourt et Corre.

## Ouvrages d'art
- Ardennes :
  - Tunnel de Ham-sur-Meuse
  - Tunnel de Revin
- Meuse :
  - Le viaduc de la Meuse franchit le canal.
- Meurthe-et-Moselle :
  - Pont-canal de Flavigny-sur-Moselle
- Vosges :
  - Pont tournant manuel de la Forge de Thunimont à Harsault. (fusionnée avec la commune de La Vôge les Bains près de la commune du Val d'Ajol)
- Haute-Saône :
  - Pont tournant de Selles : classé monument historique depuis 2001.

## Valorisation touristique

### Canal des Vosges
Un chemin de halage aménagé en voie verte, tronçon vosgien de la Voie verte Charles le Téméraire.
Pour faire partager au plus grand nombre de touristes le plaisir de découvrir le tracé du canal de l'Est, le conseil général des Vosges met en chantier l'aménagement de 70 kilomètres de chemin de halage entre Socourt/Charmes au nord et Fontenoy-le-Château au sud. Ces aménagements sont accessibles à vélo, en rollers et à pied.
Le premier tronçon de 6 kilomètres aménagé dans le secteur de la Vôge entre Fontenoy-le-Château et Hautmougey au Pont du Côney a été inauguré le 1er juillet 2007.
Un tronçon de 1,5 kilomètre relie Thaon-les-Vosges et Épinal via Chavelot et Golbey.
Le dernier tronçon restauré du chemin de halage au niveau de Truzey (commune de Chaumousey), sur le grand bief, est accessible depuis 2013. Une Halte Nautique a été créée à Richardménil (54) et peut accueillir 10 bateaux de mai à octobre.

### Meuse et canal de la Meuse
La Voie verte Trans-Ardennes est aménagée sur le chemin de halage de la Meuse et du canal de la Meuse de Mouzon à Givet dans le département des Ardennes. Cet aménagement fait partie de la véloroute européenne EuroVelo 19.
La voie verte se prolonge au sud de Mouzon par une véloroute jalonnée, la « véloroute de la Meuse », en grande partie sur des routes à faible circulation, également élément d'EuroVelo 19.